# Liste der Biografien/Jot
Liste der Biografien |
Portal Biografien |
Personensuche
# |
A |
B |
C |
D |
E |
F |
G |
H |
I |
J |
K |
L |
M |
N |
O |
P |
Q |
R |
S |
T |
U |
V |
W |
X |
Y |
Z |
?
 
Ja |
Jb |
Jd |
Je |
Jh |
Ji |
Jj |
Jl |
Jn |
Jm |
Jo |
Jp |
Jr |
Js |
Jt |
Ju |
Jv |
Jw |
Jy
 
Joa–Jog |
Joh |
Joi–Jom |
Jon |
Joo |
Jop |
Jor |
Jos |
Jot |
Jou |
Jov |
Jow |
Jox |
Joy |
Joz
Die Liste der Biografien führt alle Personen auf, die in der deutschsprachigen Wikipedia einen Artikel haben. Dieses ist eine Teilliste mit 21 Einträgen von Personen, deren Namen mit den Buchstaben „Jot“ beginnt.

## Jot

### Jota
- Jota (* 1991), spanischer Fußballspieler
- Jota (* 1993), portugiesischer Fußballspieler
- Jota (* 1999), portugiesischer FußballspielerJota (* 1999)

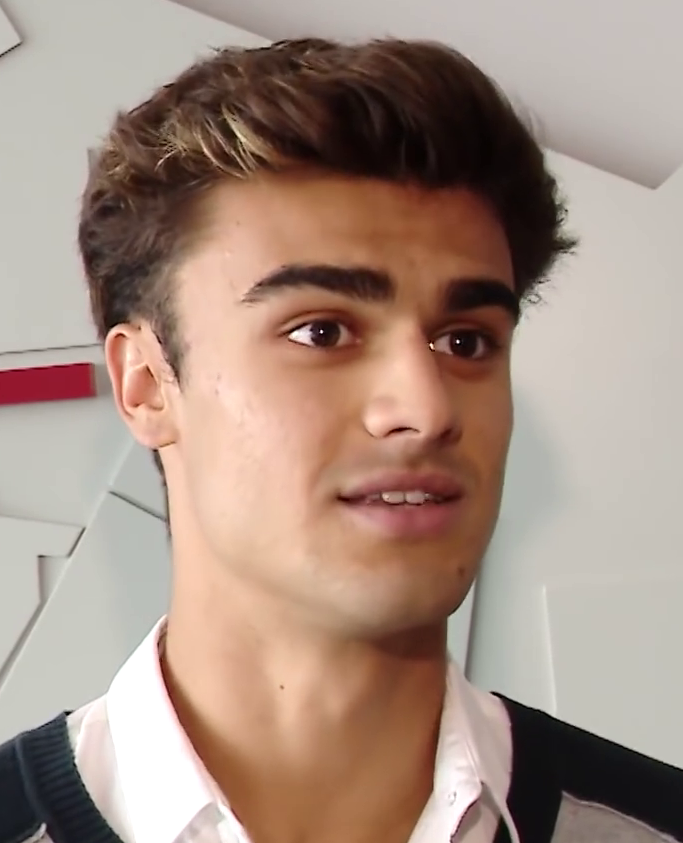
Jota (* 1999)

- Jota, Kaiya (* 2006), US-amerikanisch-philippinische Fußballtorhüterin
- Jotam, König von Juda
- Jotamont (1913–1998), kap-verdischer Musiker und Komponist

### Joth
- Jothann, Werner (* 1907), deutscher Bauingenieur und SS-Mitglied

### Joti
- Jotić, Lovro (* 1994), kroatischer Handballspieler

### Joto
- Jōtō Mon’in (988–1074), japanische Kaiserin in der Heian-Zeit
- Jotow, Alexej (* 1979), russisch-bulgarischer Eishockeyspieler
- Jotow, Joto (* 1969), bulgarisch-kroatischer Gewichtheber
- Jotow, Walentin (* 1988), bulgarischer Schachspieler
- Jotowa, Ilijana (* 1964), bulgarische Politikerin, MdEP

### Jott
- Jotta, Ana (* 1946), portugiesische Künstlerin und Schauspielerin
- Jötten, Karl Wilhelm (1886–1958), deutscher Mediziner, Bakteriologe, Hygieniker und Hochschullehrer
- Jotterand, Franck (1923–2000), französischsprachiger Schweizer Journalist und Schriftsteller
- Jotterand, Martine (* 1946), Schweizer Zytogenetikerin
- Jottrand, Lucien (1804–1877), belgischer Journalist und Politiker

### Jotu
- Jøtun, Anne (* 1955), norwegische Curlerin
- Jotuni, Maria (1880–1943), finnische Schriftstellerin

### Jotz
- Jotzo, Björn (* 1975), deutscher Politiker (FDP), MdA